# Râul Valea Făgețelului
Râul Valea Făgețelului este un curs de apă, afluent al râului Bădeni. 